# سكوالاين
السكوالاين هو هيدروكربون يتم اشتقاقه عن طريق هدرجة السكوالين. لا يتعرض السكوالاين للتأكسد التلقائي بفضل تشبعه الكامل وذلك على عكس السكوالين. كما يمتاز السكوالاين أيضًا بقلة التكاليف الخاصة به. جعلت هذه الميزات السكوالاين مادة رائجة الاستخدام في صنع مستحضرات التجميل حيث يُستخدم كمُلين ومرطب للبشرة. تم تسجيل أول محاولة هدرجة للسكوالين لإنتاج السكوالاين في عام 1916.

## المصدر والاستخدام
عادة ما كان يتم استخراج السكوالين من كبد القرش، حيث كان يلزم 3000 قرش لإنتاج طنًا واحدًا من السكوالاين. ولكن بسبب المخاطر البيئية التي تثيرها هذه الطريقة، تم استخدام زيت الزيتون، والأرز، وقصب السكر كمصدر بديل غير حيواني لاستخلاص السكوالاين واستخدامه تجاريًا، فاعتمد ما يقرب من 40% من السكوالاين في الصناعات التي تحتاجه في عام 2014. أما عن صناعته، فيتم إنتاج فارنيسين من تخمر سكر قصب السكر وذلك باستعمال فطريات الخميرة المُعدلة جينيًا. بعد ذلك يتم جعل الفارنيسين ثنائي الوحدات للوصول إلى الأيزوسكوالين ثم هدرجة هذا ليصبح سكوالاين.

## الاستخدام في مستحضرات التجميل
بدأ استخدام السكولاين في ترطيب البشرة في الخمسينيات من القرن العشرين. يوجد السكوالين بكميات صغيرة في الإفرازات الدهنية، إلا أن السكوالاين هو الذي يشيع وجوده في الطبيعة، ويبدو ملحوظًا أكثر في الإفرازات الدهنية في الإنسان وكبد القرش. درجة شدة سمية السكوالاين منخفضة ولا يسبب تهيج البشرة عند استعماله بالمقادير المُستخدمة في مستحضرات التجميل (حتى 100%).